# Dolpopa Sherab Gyaltsen
Dolpopa Sherab Gyaltsen (tibétain : དོལ་པོ་པ་ཤེས་རབ་རྒྱལ་མཚན་, Wylie : Dol-po-pa shes-rab rgyal-mtshan) (1292-1361) ou Dolpopa est un lama important de la tradition Jonang du bouddhisme tibétain et un philosophe. Abbé de Sakya puis de Jonang, il fut un spécialiste du Kalachakra et formula la doctrine du shentong sur la nature ultime, en particulier dans son ouvrage Ri chos nges don rgya mtsho ou Ri Chos, « Océan du sens définitif du dharma de montagne » ou « Somme du sens définitif de la méditation ». Il est aussi appelé « le bouddha du Dolpo » (Dol po'i Sangs rgyas)

## Biographie
Né dans l’actuel district de Dolpa, Népal, d’où son nom, il devint en 1304 novice dans un monastère Nyingma, puis se rendit en 1309 au Mustang pour étudier auprès de Kyiton Jamyang Drakpa Gyaltsen, qu’il suivit à Sakya en 1312. Kiyton Jamyang lui enseigna le Tantra de Kalachakra ainsi que d’autres sutras sur lesquels Dolpopa s’appuiera pour l’exposé du shentong. Il reçut aussi des enseignements de maîtres Sakya, comme le commentaire Vimalaprabha du Tantra de Kalachakra, le Lamdre et le cycle de Hevajra.
En 1314 il fut ordonné moine par l’abbé de Cholung, Sonam Drakpa (1273–1352), et voyagea dans le Tsang où il continua de compléter son éducation auprès de maîtres Kagyu et Nyingma, et s’initia au Chod et à d’autres éléments de la tradition Shee Ché.
L’étendue de son éducation et son érudition lui valurent le surnom d’« omniscient » et il fut choisi en 1321 comme abbé de Sakya. Mais peu après, une visite au monastère de Jonang le convainquit que c’était un excellent environnement pour la méditation ; il s’y transféra en 1322 pour devenir le disciple de l’abbé Yonten Gyatso (1260–1327). Auparavant, en 1321, il avait rencontré le 3e Karmapa Rangjung Dorje (1284-1339) au monastère de Tsourphou. Selon C. Stearn, leurs discussions influencèrent la pensée de Dolpopa. Après une visite à Sakya, il rentra à Jonang pour un an de méditation sur les six yogas.
En 1325 il succéda à Yonten Gyatso comme abbé de Jonang. Son maître mourut l’année suivante et il décida de faire construire un kumbum à sa mémoire. Après une première tentative infructueuse en 1329 à cause d’un terrain peu propice, le travail fut entrepris en 1330 sur un meilleur emplacement, et achevé en 1333. Tout en supervisant le travail, il continuait d’enseigner, et ce serait alors qu’il aurait exposé pour la première fois la différence entre les points de vue rangtong et shentong.
En 1334, il fit retraduire le Tantra de Kalachakra et son commentaire par ses disciples Lotsawa Lodro Pal et Sazang Mati Panchen. Préférant accorder l’essentiel de son temps à la méditation, il laissa en 1338 le siège d’abbé de Jonang à Lotsawa Lodro Pal. Entre 1358 et 1360, il fit un long pèlerinage au Tibet central durant lequel il dispensa des enseignements du Kalachakra et des six yogas. Il eut à cette occasion parmi ses élèves le 14e titulaire du siège de Sakya, Dampa Sönam Gyaltsen (1312–1375), qui l’encouragea à écrire Le Quatrième Concile où il explique comment ses points de vue vont dans le sens de l’enseignement du Bouddha.
Il s’éteignit en 1361 et ses cendres furent placées dans son effigie à l’intérieur du kumbum.

## Pensée
Dolpopa considère que la réalisation du vide, but de la pratique bouddhiste, comme vide de nature propre, notion purement négative, n’est qu’un point de vue relatif, et qu’une autre interprétation du vide est : nature ultime incréée et éternelle, vide de ce qui n’est pas elle (shentong), c'est-à-dire de tout ce qui, impermanent et illusoire, n’est pas la parfaite conscience de bouddha (paramarthabuddhajnana). La réalisation de l’absence de nature propre (rangtong) est une première étape qui permet d’avancer vers la réalisation de la nature ultime Dolpopa composa même un poème implorant l’aide du Bouddha pour ceux qui ne peuvent dépasser la notion de vide de soi.
La réalisation de cette nature ultime est décrite comme une béatitude 
accessible grâce à la voie du mahayana, c'est-à-dire l’étude des sutras traitant du dharmakaya ou de la nature de bouddha. Il  qualifie parfois cette dernière de « grand soi » ou « soi adamantin », s’écartant ainsi de la théorie d’absence totale de soi anatman du bouddhisme originel Selon C. Stearns, la philosophie de Dolpopa n’est pas seulement déduite des textes qu’il cite en appui, mais aussi basée sur sa riche expérience en matière de méditation, en particulier les six yogas. La nature de bouddha est selon lui éternellement présente en chacun indépendamment de la coproduction conditionnée mais n’est pas reconnue habituellement à cause des obscurités de l’esprit qui font rechercher le soi, la pureté, la béatitude et la permanence là où elles ne sont pas,.

## Controverse
Dolpopa eut d’emblée des opposants qui insistèrent sur le fait que la vacuité est la réalité ultime dans le bouddhisme et que l’interprétation de cette réalité ultime en conscience (jnana), même si elle est de bouddha, est forcément erronée. Parmi ces opposants, issus essentiellement des traditions Gelug et Sakya, on peut citer Buton, Gyaltsab Je et Khedrup Je. Les partisans célèbres du shentong comptent le 3e Karmapa Rangjung Dorje, le 8e Karmapa Mikyö Dorje et bien sûr Jetsun Taranatha de l’Ecole Jonang.
Au XVIIe siècle, cette différence doctrinale servit de prétexte à une attaque systématique des monastères Jonang par les Gelugpa qui les absorbèrent, entrainant la disparition officielle de l’École et l’interdiction de ses textes dont le Ri Chos. On suppose cependant que les raisons réelles de l’agression étaient des conflits d’intérêt et de pouvoir.
Malgré la disparition de Jonang, le shentong continua d’être transmis par certains lamas des traditions Kagyu et Nyingma et du mouvement rimé, dont Jamgon Kongtrul au XIXe siècle et Kalou Rinpoche au XXe. Dans ces traditions, le shentong a évolué en s'écartant dans une certaine mesure de la vision de Dolpopa, et a été réinterprété pour servir de base au mahamudra et au dzogchen.

## Iconographie
Les représentations de Dolpopa reflètent en général l’obésité dont il était atteint dans les dernières années de sa vie.

### Sources
- Jeffrey Hopkins (2006). Mountain Doctrine: Tibet's Fundamental Treatise on Other-Emptiness and the Buddha Matrix - by: Dolpopa, Jeffrey Hopkins, Snow Lion Publications,  (ISBN 1-55939-238-X)
- Cyrus Stearns (1999). The Buddha from Dolpo: A Study of the Life and Thought of the Tibetan Master Dolpopa Sherab Gyaltsen. State University of New York Press.  (ISBN 0-7914-4191-1) (hc);  (ISBN 0-7914-4192-X) (pbk).
- Shenpen Hookham (1991), The Buddha Within: tathāgatagarbha Doctrine According to the Shentong Interpretation of the Ratnagotravibhaga, State University of New York Press, New York.
- Guy Newland (1992). The Two Truths: in the Mādhyamika Philosophy of the Ge-luk-ba Order of Tibetan Buddhism. Ithaca, New York, USA: Snow Lion Publications.  (ISBN 0-937938-79-3).